# Girish Karnad

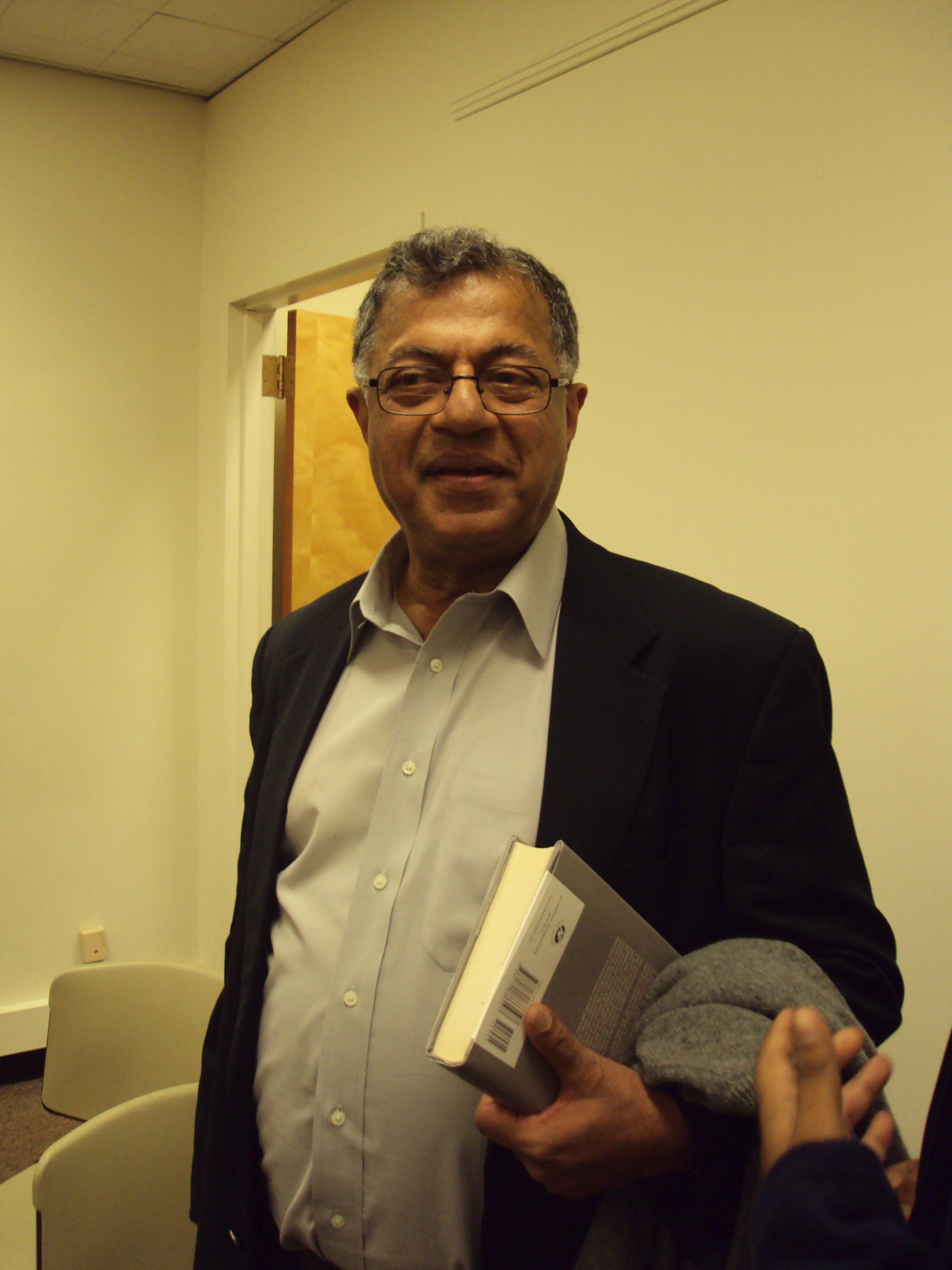
Girish Karnad

Girish Raghunath Karnad (* 19. Mai 1938 in Matheran; † 10. Juni 2019 in Bengaluru) war ein indischer Dramatiker, Regisseur und Schauspieler.

## Leben
Karnad erhielt nach dem Abschluss seines Studiums an der Karnatak-Universität 1958 ein Rhodes-Stipendium und studierte von 1960 bis 1963 Philosophie, Politikwissenschaft und Wirtschaftswissenschaft an der Oxford University. Noch während seines Studiums schrieb er 1961 sein erstes Theaterstück Yayati, bei dem er bereits, wie bei späteren Werken auf mythologische bzw. historische Stoffe zurückgriff, um sich Fragen der Gegenwart anzunähern. 1964 folgte Tughlaq (über Muhammad bin Tughluq), das als eines seiner gelungensten Werke gilt.
Beim Film debütierte Karnad 1970 als Drehbuchautor und Hauptdarsteller mit Samskara nach dem gleichnamigen Roman von U. R. Ananthamurthy. In dem darauffolgenden Film Vamsha Vriksha führte er gemeinsam mit B. V. Karanth Regie. Daneben schrieb er auch weitere Dramen, darunter Hayavadana. Für seine Verdienste um Film und Theater wurde er 1974 mit dem Padma Shri ausgezeichnet.
Es folgten weitere Filme in Kannada (Tabbaliyu Neenade Magane, 1977; Ondanondu Kaaladalli, 1978) und Hindi (Utsav, 1984), nach Shudrakas Stück Mrichchhakatika in Sanskrit aus dem 4. Jahrhundert. 1988 entstand sein Drama Nagamandala. 1992 erhielt er den Padma Bhushan, 1998 den Jnanpith Award, den wichtigsten Literaturpreis Indiens. 1999 führte er Regie in dem Film Kanooru Heggadithi, als Schauspieler trat er u. a. in Iqbal (2005), Life Goes On (2009) und 24 (2016).
Seine Dramen verfasste Karnad in Kannada und übersetzte sie meist selbst ins Englische. Sie wurden zudem in weitere indische Sprachen übersetzt und landesweit mit großem Erfolg von Regisseuren wie Ebrahim Alkazi, B. V. Karanth, Alyque Padamsee, Prasanna, Arvind Gaur, Satyadev Dubey, Vijaya Mehta, Shyamanand Jalan und Amal Allana aufgeführt.